# Ceramius damarinus
Ceramius damarinus är en stekelart som beskrevs av Turner 1935. Ceramius damarinus ingår i släktet Ceramius och familjen Masaridae. Inga underarter finns listade.